# Universidad de Hohenheim
}}
La Universidad de Hohenheim (en alemán: Universität Hohenheim) es una universidad pública situada en Stuttgart, Alemania. Hunde sus raíces sobre una Escuela de Agronomía, creada en 1818, por lo que es la universidad más antigua de Stuttgart. Sus estudios de ciencias económicas y en agronomía cuentan con una gran tradición.

## Historia
Desde 1770, hasta su disolución en 1794, existió en Stuttgart una Academia militar denominada Karlsschule. Era el único establecimiento de enseñanza superior en la ciudad, que, sin embargo, estuvo unos años huérfana de formación superior. En 1818 se fundó una Escuela de Agronomía, precisamente en el Palacio de Hohenheim, que con el tiempo se convertiría en la Universidad de Hohenheim. 
En efecto, la inauguración se celebró el 20 de noviembre de 1818, en un barrio a las afueras de Stuttgart que llevaba el nombre del Palacio de Hohenheim. Fue el rey Guillermo I de Wurtemberg el encargado de inaugurar una Escuela de estudios agronómicos, destinada fundamentalmente a la enseñanza, pero también a la experimentación. El centro se albergó en dicho Palacio de Hohenheim, construido por el duque Carlos Eugenio, y su primer director fue Johann Nepomuk Schwerz.

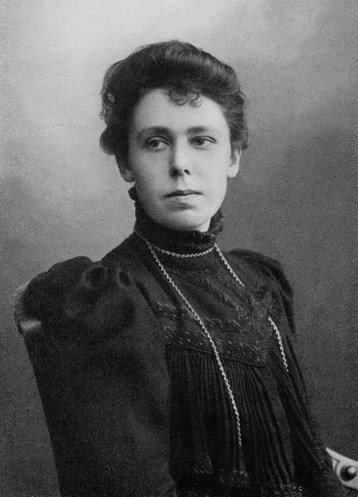
Margarete von Wrangell, primera catedrática de universidad en Alemania.

En 1847, la institución accede al estatus de Academia de agricultura y de bosques. En 1904, toma el nombre de Colegio agronómico. El colegio de Hohenheim obtiene el derecho a conceder el título de doctor en 1918, y la habilitación universitaria, el grado que permite ser profesor universitario, en 1919. Margarete von Wrangell, primera mujer catedrática de una universidad alemana, fue nombrada titular de la cátedra de nutrición vegetal en 1923. 

### Segunda Guerra Mundial
Arquitectónicamente, la universidad, que reabrió sus puertas en 1946, había sobrevivido a la Segunda Guerra Mundial relativamente intacta. En 1964 se crearon las facultades de Ciencias Agrícolas y Ciencias Naturales, seguidas en 1968 por la Facultad de Ciencias Empresariales, Económicas y Sociales. Hohenheim ha disfrutado de estatus universitario a partir de 1967, cuando adoptó el nombre actual de Universität Hohenheim.
Hoy hay aproximadamente 9.000 estudiantes y un personal docente de alrededor de 900 profesores, de los cuales algo más de 100 son catedráticos. Otras 2.000 personas trabajan en la universidad en puestos auxiliares. El actual rector de la universidad es el economista agrícola Stephan Dabbert, que asumió el cargo el 1 de abril de 2012.

## Emplazamiento

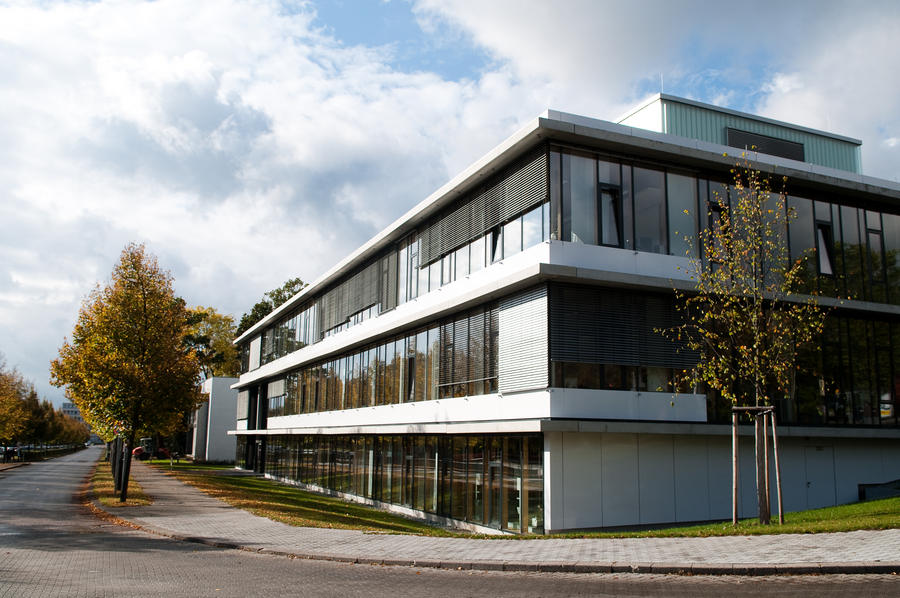
Instituto de Tecnología de Alimentos y Biotecnología.

La universidad está ubicada en la parte sur de Stuttgart, en el distrito de Plieningen. El campus, así como el edificio principal, el Palacio de Hohenheim, está rodeado de un vasto parque (en alemán: Hohenheimer Gärten), que incluye el histórico Landesarboretum Baden-Württemberg (arboreto exótico) y el Jardín botánico de la Universidad de Hohenheim, un jardín botánico moderno. El campus está próximo a la estación de Plieningen Garbe, en la línea U3 del metro de Stuttgart.

## Galería

Universidad de Hohenheim
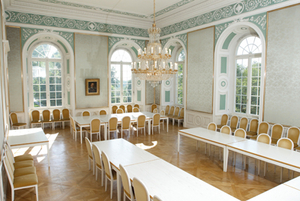
Sala verde del Castillo de Hohenheim.
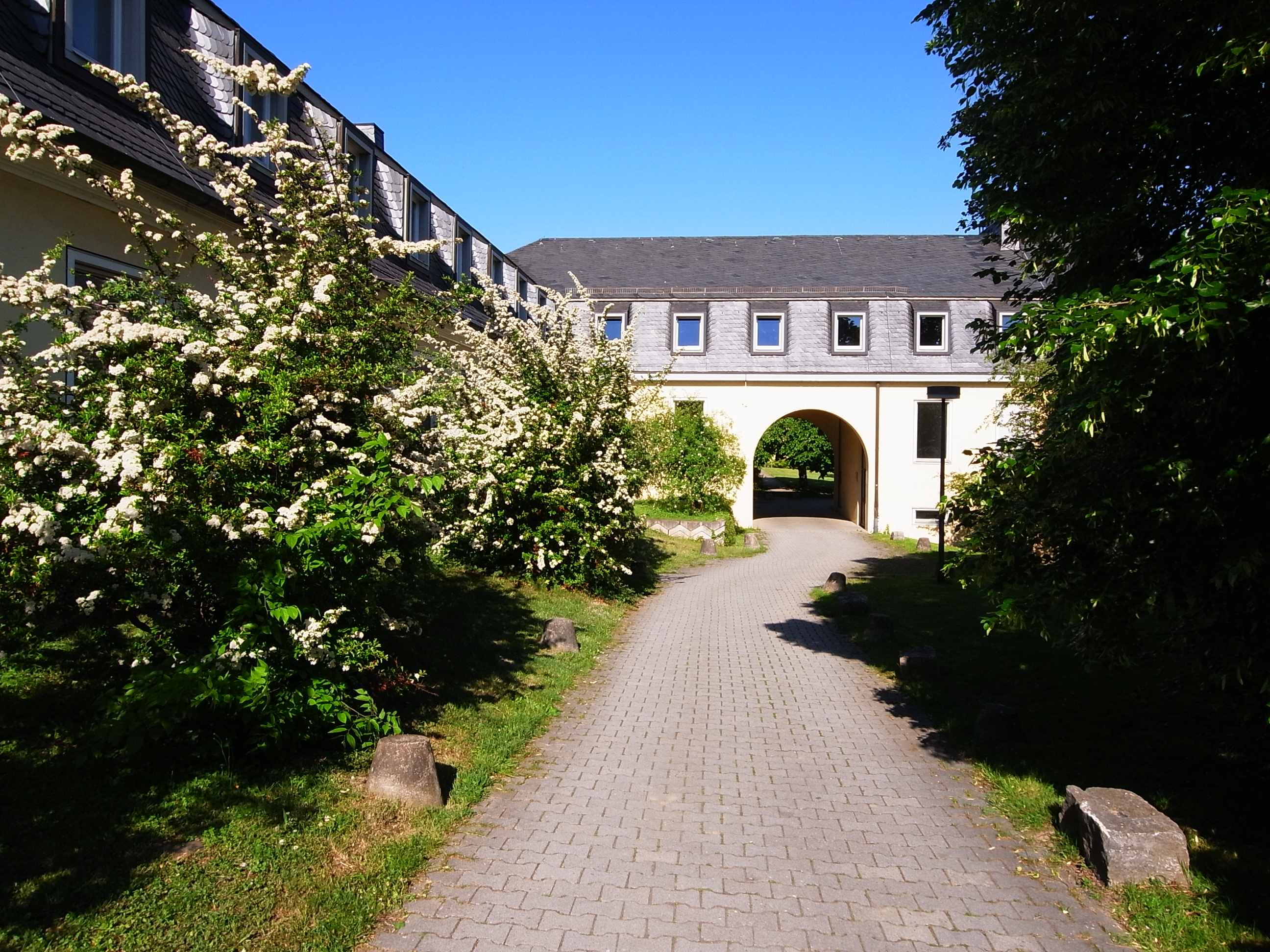
Vista de la entrada del castillo.
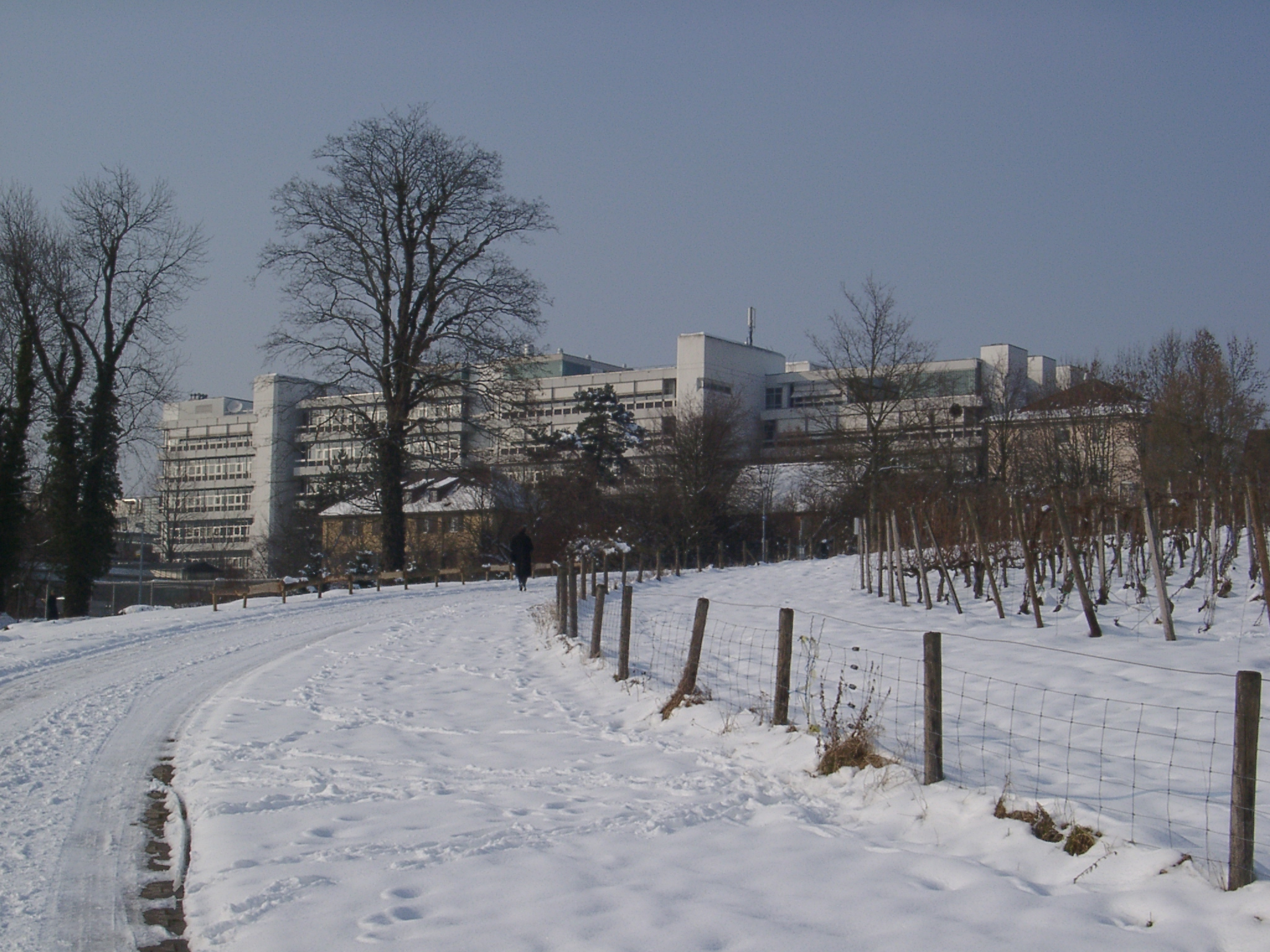
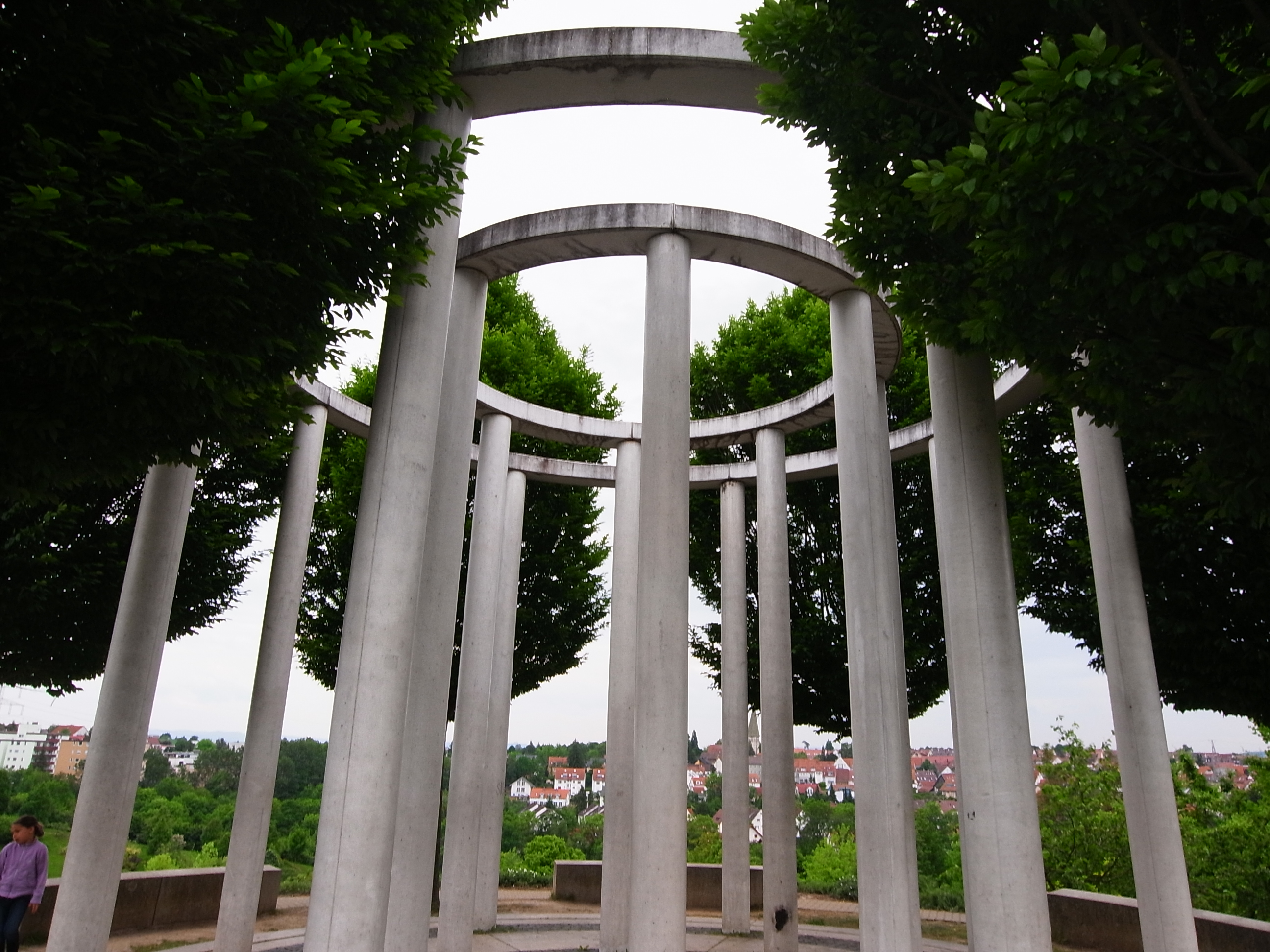
Monopteros en el jardín botánico.